# Stigmella sorbi
Stigmella sorbi là một loài bướm đêm thuộc họ Nepticulidae. Nó được tìm thấy ở hầu hết châu Âu (except Iceland, Bồ Đào Nha, Bỉ và phần phía tây của the Balkan Peninsula), phía đông đến phần phía đông của the Palearctic ecozone.
Sải cánh dài 6–7 mm. Con trưởng thành bay vào tháng 5.
Ấu trùng ăn Amelanchier, Cotoneaster simonsii, Malus domestica, Sorbus aucuparia và Sorbus intermedia. Chúng ăn lá nơi chúng làm tổ. 